# Working on a Dream
Working on a Dream er det sekstende studiealbum af Bruce Springsteen udgivet den 27. januar 2009 af Columbia Records. Det har solgt mere end 3 millioner eksemplarer på verdensplan, med over 585.000 i USA per september 2010.

## Historie
Albummet blev officielt annonceret, med albummets indhold, den 17. november 2008. Albummet begyndte først at sælge i Tyskland og Irland, den 23. januar.
Albummet kom ud fra sangskrivning og optagelse da Springsteen fortsatte henimod slutningen af sit tidligere arbejde, 2007 Magic, da bandet arbejdede på en musikvideo til en af albummets sange. "What Love Can Do" blev skrevet, i Springsteens ord, som en "kærlighed af tidspunktet for Bush" meditation, men føltes som starten på noget nyt snarere end en kandidat til Magic. Opmuntret af sin 2000'erne producer Brendan O'Brien, var Springsteen besluttet på at påbegynde sit arbejde på et nyt album og skrev "This Life", "My Lucky Day", "Life Itselft", "Good Eye" og "Tomorrow Never Knows" under den næste uge. De blev derefter optaget med E Street Band medlemmerne i pauserne på deres 2007-2008 Magic Tour, med mest at være færdig på blot et par takes. Alt dette afspejlede en hurtig produktion af ny musik, end Springsteen havde været kendt for i fortiden; Springsteen udtalte, "Jeg håber at Working on a Dream har pådraget sig energien i bandets friske vej ud af vejen fra nogle af de mest spændende shows, vi nogensinde har gjort." Som med Magic, blev de fleste af numrene først indspillede med en kerne rytmesektion, bandet bestående af Springsteen, trommeslager Max Weinberg, bassisten Garry Tallent og pianisten Roy Bittan samt andre medlemmers bidrag blev herefter tilsat efterfølgende.
Albummet indeholder de sidste optagelser med stiftende E Street Band medlem Danny Federici, der døde i april 2008. Federicis søn Jason medvirker også på albummet.
Titelnummeret "Working on a Dream" blev opført for første gang den 2. november 2008 i Cleveland for Barack Obamas 2008 præsidentvalgkampagne. Sangen blev også vist på NBC den 16. november under pausen i NBC Sunday Night Football. "Working on a Dream" begyndte også at blive spillet på radiostationer og deres hjemmesider den 21. november; den blev gjort tilgængelig til gratis download via iTunes og Sony BMG den 24. november. Sangen strøg ind på den engelske single hitliste i position 195 i den efterfølgende uge. En musikvideo for sangen dukkede op på nogle udenlandske sider, der viser optagelsen af sangen. "My Lucky Day" blev gjort tilgængelig i USA på Amazon.com den 1. december 2008, ledsaget af en længere musikvideo, der viste Springsteen og bandets arrangere og optagelse af sangen. "Life Itself" blev udgivet den 28. december på Amazon.com, som gratis download med en musikvideo.
Den 12. januar 2009 blev albummet lækket ud på internettet. Den 19. januar, havde NPR.org givet albummet en gratis streaming i en uge, før den egentlige udgivelse. Sony BMGs irske hjemmeside begyndte også at streame det. En omfattende og nøje planlagt reklame fremstød for Springsteen og albummet blev sat sammen, med optrædener ved Golden Globe, Barack Obamas præsidentvalgkampagne samt ved hans indvielse, et nyt greatest hits album, optræden ved pausen i Super Bowl XLIII og en forventet optræden til den 81. Academy Awards. Det sidste af disse gik galt, da "The Wrestler" blev afvist af Akademiet og undlod at få en nominering. Rolling Stone betegnede det "chokerende nyheder". Ikke desto mindre, al den aktivitet, medførte Springsteen til at sige, "Det har nok været den travleste måned i mit liv."
VH1 viste dokumentarfilmen Bruce Springsteen: The Making of 'Working On A Dream' i begyndelsen af februar 2009. Working on a Dream Tour begyndte den 1. april 2009, i forlængelse af albummets udgivelse.

## Udgivelse og modtagelse
Working on a Dream debuterede som nummer #1 på den amerikanske Billboard 200 liste, med 224.000 solgte eksemplarer i den første uge. Det blev Springsteens niende nummer 1 album i USA.
I alt nået Working on a Dream nummer #1 i 17 lande.

## Trackliste
Alle sange er skrevet af Bruce Springsteen.
1. . "Outlaw Pete"
2. . "My Lucky Day"
3. . "Working on a Dream"
4. . "Queen of the Supermarket"
5. . "What Love Can Do"
6. . "This Life"
7. . "Good Eye"
8. . "Tomorrow Never Knows"
9. . "Life Itself"
10. . "Kingdom of Days"
11. . "Surprise, Surprise"
12. . "The Last Carnival"
13. . "The Wrestler" (Bonus sang)

## Medvirkende

### The E Street Band
- Bruce Springsteen – forsanger, guitars, harmonika, keyboards, percussion, glockenspiel
- Roy Bittan – klaver, orgel, harmonika
- Clarence Clemons – saxofon, støttevokal
- Danny Federici – orgel
- Nils Lofgren – guitars, støttevokal
- Patti Scialfa – støttevokal
- Garry Tallent – bass
- Steven Van Zandt – guitars, støttevokal
- Max Weinberg – trommer

### Yderligere musikere
- Soozie Tyrell – violin
- Patrick Warren – orgel, klaver, keyboards ("Outlaw Pete", "This Life", "Tomorrow Never Knows")
- Jason Federici – harmonika ("The Last Carnival")
- Eddie Horst – string og horn ("Outlaw Pete", "Tomorrow Never Knows", "Surprise, Surprise", "Kingdom of Days")